# Campionato africano maschile di pallavolo 1976
Il III campionato africano maschile di pallavolo si è svolto nel 1976 a Tunisi, in Tunisia. Al torneo hanno partecipato 7 squadre nazionali africane e la vittoria finale è andata per la prima volta all'Egitto.

## Squadre partecipanti
- Egitto
- Tunisia (2 squadre)
- Marocco
- Senegal
- Madagascar
- Costa d'Avorio
- Rep. del Congo

## Classifica finale
| Classifica | Squadre        |
| ---------- | -------------- |
|            | Egitto         |
|            | Tunisia        |
|            | Marocco        |
| 4          | Senegal        |
| 5          | Madagascar     |
| 6          | Costa d'Avorio |
| 7          | Tunisia        |
| 8          | Rep. del Congo |